# KkStB tendr 76
Tendr řady 76 kkStB byl třínápravový tendr použitý u mnoha lokomotivních řad kkStB i dalších železnic (KFNB). Vyráběn byl v letech 1897–1910, celkem vzniklo 718 kusů. U ČSD nesl řadu 414.0, u KFNB a BBÖ řadu 76 a u ÖBB řadu 9076.
kkStB pořizovala tyto tendry ke svým lokomotivám od roku 1897. Tendry dodávala Lokomotivka Floridsdorf, 1. Českomoravská, Ringhoffer, Lokomotivka Vídeňské Nové Město a Lokomotivka StEG, Maschinen- und Waggonfabrik Kasimir Lipiński Sanok a Maschinenfabrik Bromovský, Schulz & Sohn Hradec Králové.
Tendry existovaly jak v čistě uhelném provedení, tak i se zásobníkem oleje pro přídavné olejové topení používané například na arlberské dráze.

## Technické údaje
|                    | uhlí     | uhlí/olej |
| ------------------ | -------- | --------- |
| Počet náprav       | 3        | 3         |
| Rozvor             | 3200 mm  | 3200 mm   |
| Průměr kol         | 995 mm   | 995 mm    |
| Voda               | 14,2 m³  | 14,2 m³   |
| Uhlí/olej          | 7,2/- m³ | ?/3,5 m³  |
| Hmotnost prázdná   | 15,3 t   | 16,6 t    |
| Hmotnost ve službě | 36,5 t   | 37,6 t    |